# Општина Дарманешти (Дамбовица)
Дарманешти (рум. Dărmăneşti) општина је у Румунији у округу Дамбовица.
Oпштина се налази на надморској висини од 229 m.